# التوجيه 41

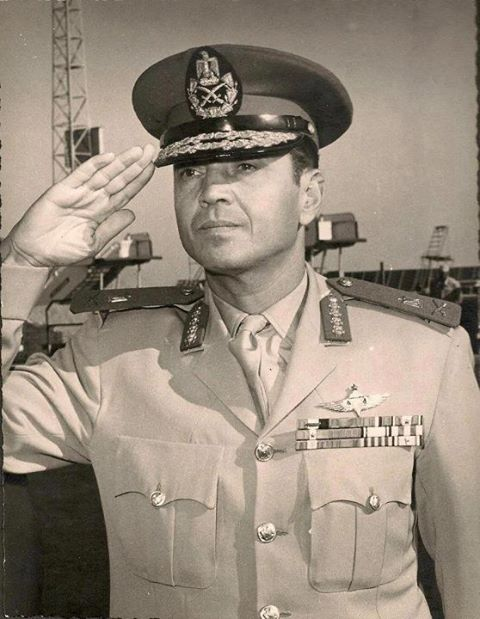
سعد الشاذلي

أصدر الفريق سعد الشاذلي رئيس أركان حرب القوات المسلحة المصرية ( 41 ) توجيهاً تبين طريقة أداء الجنود لمهامهم القتالية أثناء حرب أكتوبر 1973 م. ويعتبر التوجيه 41 هو ما تم تنفيذه في عمليات حرب أكتوبر ونجحت الخطة نجاحاً ساحقاً. بدأ هذا التوجيه بوضع جميع المشاكل والمصاعب أمام المخطط المصري لعبور القناة وتدمير خط بارليف، وكان أمام مجموعة العمل أن تضع الحلول أمام كل مشكلة. إذ كانت أعقد المشاكل التي قابلت المجموعة هو الساتر الترابي على الضفة الشرقية للقناة الذي أعطى للجانب الإسرائيلي ميزة السيطرة بالنيران والملاحظة ضد القوات القائمة بالعبور، وأدى ذلك إلى اقتراح ضرورة بناء نقاط قوية مرتفعة مزودة بمصاطب دبابات على الضفة الغربية للقناة تسمح للجانب المصري أن يؤمن قواته التي تعبر القناة بالنيران والمعلومات.
كان على الفريق الشاذلي أن يقوم بتجميع خبرة القتال من أعمال القوات المصرية والدروس المستفادة بعد الحدث مباشرة، وتوزيعها على عناصر القوات المسلحة للاستفادة منها في أي أعمال قتالية مشابهة مستقبلاً، منها على سبيل المثال التوجيه الخاص بتأمين الرادارات في المناطق المنعزلة وذلك بعد الغارة الإسرائيلية على أحد الرادارات المنعزلة في الزعفرانة.
بدأ التفكير في إصدار ذلك التوجيه عندما كان الفريق الشاذلي يراجع خطة العملية الهجومية لاقتحام قناة السويس وتدمير خط بارليف، ووجد العديد من المشاكل التي تعوق وتؤثر في التخطيط للعملية الهجومية. فأصدر أوامره بتشكيل لجنة خاصة لإعداد هذا التوجيه ليكون منهاجاً لخطة الحرب. وبعد أن انتهى العمل من هذا التوجيه، أصبح هو الخطة التفصيلية لعبور قناة السويس واقتحام خط بارليف للقوات المسلحة بالكامل.
في منتصف عام 1973 وقبل الحرب بأشهر قليلة، زار الفريق الشاذلي كلية القادة والأركان وبدأ النقاش مع الطلبة من الثامنة صباحاً حتى السابعة مساءً. واستكمل النقاش في يومين. وهذا التوجيه كان يتضمن الخطة التفصيلية لعبور القوات؛ بدءاً من عدد الجنود في كل قارب وتسليح كل جندي وحجم الذخيرة التي يحملها سواء لنفسه، أو للقوات المعاونة، ووصل الأمر إلى توقيت دخول معدات العبور لمنطقة القناة ابتداء من القوارب المطاطية إلى معدات الكباري وأسلوب حمايتها ومواقع مولدات الدخان والدفاع الجوي إلخ. ركز التوجيه على كل التفاصيل الدقيقة للغاية ولم يترك للقادة إلا التنفيذ الدقيق.